# 米林根
米林根（發音：[ˈmyːlɪŋən]）是德国巴登-符腾堡州弗赖堡行政区康斯坦茨县的市镇，面积32.67平方千米，2023年12月31日人口为2,752人。